# پاتریشیا آدایر گواتی
پاتریشیا آدایر گواتی (انگلیسی: Patricia Adair Gowaty؛ زادهٔ) یک متخصص در زیست‌شناسی فرگشتی است. او مدرک لیسانس خود را در زمینه زیست‌شناسی در دانشگاه تولین و دکترای خود در جانورشناسی در دانشگاه کلمسون در سال ۱۹۸۰ دریافت کرد. او در حال حاضر یک استاد برجسته در دانشگاه کالیفرنیا، لس آنجلس است.
گواتی به خاطر مقالات متعددش در مورد رفتار و فرگشت انسان و حیوان شناخته شده‌است. او نویسنده و ویراستار کتابی است که به دنبال ترکیب نظریه فمینیست و زیست‌شناسی فرگشت چارلز داروین است. او همچنین دربارهٔ تأثیرات و اهمیت تجاوز جنسی در درک فرگشت انسان نوشته‌است. تحقیقات اخیر او بر مفهوم جبران باروری در ژنتیک جمعیت متمرکز شده‌است.
در سال ۲۰۱۲ گواتی و همکارانش گزارش کردند یک تکرار دقیق از آزمایش کلاسیک آنگوس جان بیتمن در مورد گزینش جنسی در مگس سرکه. این مطالعه نشان داد که روش‌شناسی بیتمن ناقص بود. هنگامی که این ایرادات به حساب آمد، داده‌های تجربی نتیجه‌گیری او را تأیید نکردند.
گواتی با زیست‌شناس استفان پی. هابل ازدواج کرده‌است که با او مقالات بسیاری در مجلات در مورد بوم‌شناسی و زیست‌شناسی تکاملی نوشته‌است.
او عقیده دارد که مردان کدهای رفتاری را برای زنان ایجاد کردند، از جمله الگوهای ازدواج و سیستم‌های قانون خانواده که منافع کنترل مردان را بر منافع خودمختاری زنان ترجیح می‌داد.